# Braystones
Braystones – przysiółek w Anglii, w Kumbrii. Leży 64 km na południowy zachód od miasta Carlisle i 397 km na północny zachód od Londynu.